# Victa R2
Die Victa R2 war ein Reiseflugzeug des australischen Herstellers Victa.

## Geschichte und Konstruktion
Die Victa R2 war ein viersitziger Eindecker, der von Luigi Pellarini entworfen wurde. Der Prototyp flog erstmals am 15. Februar 1961. Im April desselben Jahres entschied man bei Victa, die Entwicklung zugunsten der Airtourer abzubrechen, da sich herausstellte, dass der Produktionsaufwand zu hoch geworden wäre. Die R2 war ein viersitziger abgestrebter Ganzmetalltiefdecker mit T-Leitwerk, einziehbarem Bugradfahrwerk. Angetrieben wurde die Maschine von einem Lycoming O-360-Kolbenmotor mit 135 kW.

## Technische Daten
| Kenngröße             | Daten                                                 |
| --------------------- | ----------------------------------------------------- |
| Besatzung             | 1                                                     |
| Passagiere            | 3                                                     |
| Länge                 | 6,58 m                                                |
| Spannweite            | 9,75 m                                                |
| Höhe                  | 2,53 m                                                |
| Flügelfläche          | ? m²                                                  |
| Leermasse             | 539 kg                                                |
| max. Startmasse       | 1120 kg                                               |
| Höchstgeschwindigkeit | 280 km/h                                              |
| Dienstgipfelhöhe      | 5547 m                                                |
| Reichweite            | 1190 km                                               |
| Triebwerke            | 1 × Vierzylinder-Boxermotor Lycoming O-360 mit 135 kW |